# PW-Sat
PW-Sat è il primo satellite artificiale polacco. È stato lanciato il 13 febbraio 2012 nel lancio inaugurale del vettore italo-europeo Vega. Il suo obiettivo è di testare delle celle solari elastiche sperimentali e una “coda” progettata per aumentare la velocità durante il rientro atmosferico.
PW-Sat è un satellite di tipo CubeSat realizzato dalla Facoltà di ingegneria aeronautica del Politecnico di Varsavia in collaborazione con il Centro ricerche spaziali dell'Accademia polacca delle scienze.

## Storia
Il progetto PW-Sat è stato avviato nel 2004 quando un gruppo di studenti del Politecnico di Varsavia decise di costruire un satellite secondo lo standard CubeSat. Inizialmente avrebbe dovuto essere lanciato in orbita nel 2007, ma a causa di alcuni ritardi nello sviluppo del vettore Vega, il lancio è stato posticipato nel 2012. Il costo del progetto è stato stimato in 200.000 złoty (circa 48.000 euro), finanziati dai fondi universitari e dall‘Agenzia Spaziale Europea.

## Caratteristiche tecniche
PW-Sat è un cubo di 10×10×10 cm³ di dimensioni e 1 kg di massa. È equipaggiato con i seguenti strumenti:
- EPS: sistema di potenza
- ANTS: sistema di controllo dell'antenna
- COM: sistema di comunicazione
- PLD: sottosistema di gestione delle celle solari elastiche
- OBC: computer di bordo
- porta d'accesso
- celle solari elastiche (parte della missione primaria)
- dispositivo di resistenza atmosferica (parte della missione primaria)
- trasmettitore AX.25
- trasmettitore alla frequenza di 145,901 MHz per tracciamento radioamatoriale.

## Missione
PW-Sat è stato lanciato il 13 febbraio 2012 alle 10.00 UTC dal Centre spatial guyanais nella Guyana francese insieme ai satelliti LARES e ALMASat-1 e ad altri 6 CubeSat costruiti da diverse università europee. Dopo un'ora e 10 minuti è stato dispiegato in orbita dal P-POD numero 2, con i CubeSat ROBUSTA e MaSat-1.
Il primo segnale proveniente dal satellite è stato ricevuto a terra intorno alle ore 12.10 UTC dai radioamatori. La prima ricezione in Polonia è avvenuta alle 12.15 UTC a Varsavia.
PW-Sat avrebbe dovuto rimanere in orbita fino al 2013, quando avrebbe dovuto rientrare nell'atmosfera distruggendosi, tuttavia si sono verificati dei problemi con il controllo della potenza e le condizioni orbitali sono cambiate ritardando il dispiegamento della coda.